# Tadeusz Siejak
Tadeusz Siejak (ur. 22 września 1949 w Poznaniu, zm. 7 czerwca 1994 w Pile) – polski pisarz: prozaik, eseista, publicysta; inżynier elektryk .

## Życiorys
Syn Czesława Siejaka (piekarza) i Haliny z domu Socha. Po maturze, zdanej w 1969 roku w Technikum Łączności w Poznaniu, studiował na Wydziale Elektrycznym Politechniki Poznańskiej. Po zdobyciu dyplomu pracował początkowo jako inżynier w Zakładach Przemysłu Metalowego im. H. Cegielskiego w Poznaniu  (od września 1975 do czerwca 1977), a następnie w Zakładzie Przemysłu Drzewnego w Miałach koło Czarnkowa. W 1980 zamieszkał w Chodzieży i pracował w Zakładzie Inżynierii Komunalnej (później Pilskie Przedsiębiorstwo Robót Inżynieryjnych) jako główny mechanik i – okresowo- zastępca dyrektora.
W 1976 roku zawarł związek małżeński z Zofią Żurek, pielęgniarką.
Zaangażowany społecznie: zainteresowany kulturystyką (którą uprawiał od młodzieńczych lat), zorganizował i prowadził klub-siłownię, zaprojektował (i doprowadził do uruchomienia) osiedlową oczyszczalnię ścieków, posadził w Chodzieży ponad półtora tysiąca drzew.
Nie należał do żadnego ze związków literackich; wielokrotnie mówił w wywiadach, że „pisze dla przyjemności”. Napisał w ten sposób pięć powieści i kilkadziesiąt opowiadań; był autorem eseju i tomu opowiadań filozoficznych („Książę czasu”), scenariusza filmowego, utworów dramatycznych (nie wystawionych), reportaży i polemik prasowych.
W 1982 roku jego książka „Oficer” została uhonorowana Nagrodą im. Stanisława Piętaka .
W 1983 roku pisarz otrzymał Medal Młodej Sztuki, przyznany przez Głos Wielkopolski i Zarząd Woj. ZSMP w Poznaniu, a w 1985 roku Nagrodę Artystyczną Młodych im. Stanisława Wyspiańskiego.
Ostatnie lata życia Tadeusza Siejaka to walka z wyniszczającą jego organizm chorobą nerek (6 lat dializ) i starania, by ukończyć „dzieło życia”, jak nazywał powieść „Tam, dołem płynie rzeka”.
W 1999 powstał w Chodzieży Klub Literacki im. Tadeusza Siejaka, wydana została książka pod red. K. Polarka „Próby ... o prozie Tadeusza Siejaka”; jego imię nadano też jednej z ulic miasta.

## Twórczość
Twórczość literacką Tadeusz Siejak rozpoczął w marcu 1973, kiedy to napisał swoje pierwsze opowiadanie. W 1976 zapisał pierwsze strony „Oficera”, skończonego dwa lata później (jednak Czytelnik, do którego wysłał powieść nie zdecydował się na jej druk).
Zadebiutował w 1977 roku na łamach poznańskiego pisma Tydzień, reportażem pt. „Panie, z bachorem?”. Potem opublikowano mu opowiadanie w jednym z almanachów. W konkursie zorganizowanym przez Tydzień zdobył wyróżnienie za opowiadanie „Burza”, dzięki temu poznał też późniejszego recenzenta i propagatora swych powieści Henryka Berezę, który polecił mu przedłożyć „Oficera” w wydawnictwie Iskry.
Nie rezygnując z pracy zawodowej Siejak rozwijał swą twórczość literacką: w latach 1984–1985 oraz w 1987 drukował prozę i artykuły w Piśmie Literacko-Artystycznym i Nurcie (1985, 1987). Jedno z jego opowiadań („Miłość”) zostało przełożone na język niemiecki i wydrukowane w almanachu w NRD. Po wydaniu drugiej powieści otrzymał propozycję od reżysera Andrzeja Trzosa-Rastawieckiego. Wspólnie z nim i Maciejem Krasickim napisał – na podstawie „Próby” – scenariusz, na podstawie którego w 1989 zrealizowano film obyczajowy Po upadku. Sceny z życia nomenklatury (premiera w 1990).
W 1990 Tadeusz Siejak rozpoczął pracę nad ostatnią powieścią „Tam, dołem płynie rzeka” T. 1-2 Słońce; Kulturysta. Nie zdążył jej dokończyć. Ostatnie strony rękopisu powstały na miesiąc przed śmiercią pisarza. Fragmenty utworu, opracowane przez wieloletnią redaktorkę jego książek, Marię Jentys, ukazywały się drukiem w różnych czasopismach literackich (Literaturze 1992, Wiadomościach Kulturalnych 1994, Czasie Kultury 1994, Twórczości 2002). W 2004, dzięki wsparciu chodzieskich instytucji i przedsiębiorstw, została wydana część tomu drugiego powieści. Maria Jentys, mimo trudności jakie nastręczał zarówno specyficzny język twórcy, jak i jego niemal nieczytelne (z powodu choroby) pismo, doprowadziła pracę redaktorską nad całością tomu drugiego do końca (nie został dotychczas wydany).

## Dorobek literacki
- 1981 Oficer (powieść) wyd. Warszawa Iskry ISBN 83-207-0384-0.
- 1984 Próba (powieść) wyd. Warszawa Iskry (w 1987 dokonano adaptacji dla Teatru Nowego w Łodzi) ISBN 83-207-0535-5.
- 1987 Pustynia (powieść) wyd. Warszawa Iskry ISBN 83-207-0948-2.
- 1992 Dezerter (powieść) wyd. Warszawa BGW ISBN 83-7066-385-0.
- 1994 Głód sensu (esej filozoficzny) wyd. Warszawa GRAF-PUNKT ISBN 83-86091-27-4.
- 1995 Książę czasu. Opowieści (Książę czasu; Wielki spływ; Namiot Wodza; Ta sama kula) wyd. Warszawa Spółka Wydawniczo-Księgarska, ISBN 83-7064-025-7.
- 2004 Kulturysta cz.1 wyd. Warszawa „Nowy Świat” („Tam, dołem płynie rzeka” t.2) ISBN 83-7386-094-0.